# Felosa-icterina

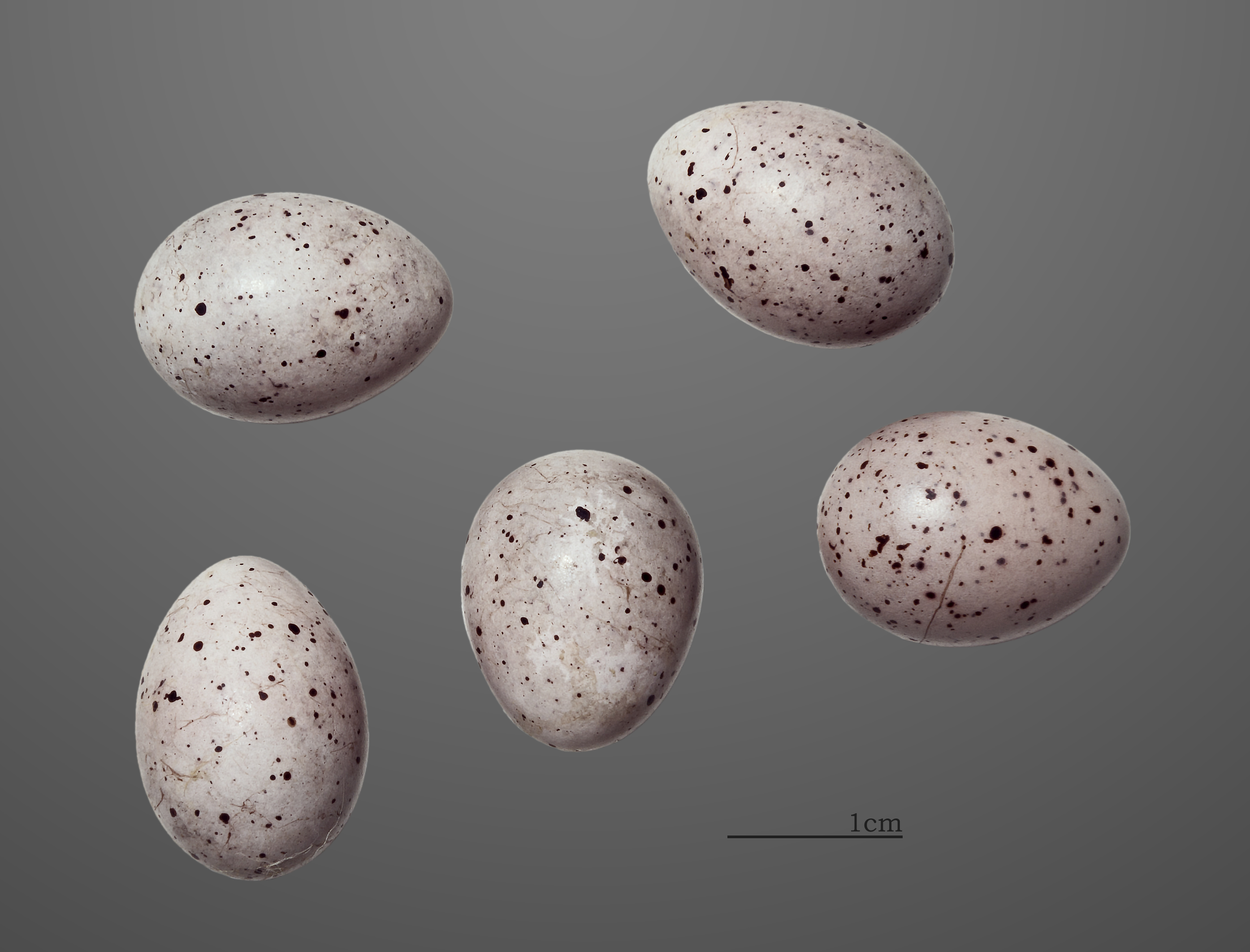
Hippolais icterina MHNT

A felosa-icterina (Hippolais icterina) é uma ave da família Acrocephalidae. Identifica-se pela plumagem amarela, podendo confundir-se com a felosa-poliglota, à qual se assemelha.
Como nidificante, esta felosa distribui-se pela Europa central e oriental, a norte do paralelo 45 ºN. Ocorre também em parte da Fino-Escandinávia e na metade ocidental da Rússia. É uma espécie migradora que inverna em África a sul do Equador. Em Portugal a sua ocorrência pode ser considerada excepcional.

## Subespécies
A espécie é monotípica (não são reconhecidas subespécies).